# 電気マッサージ器

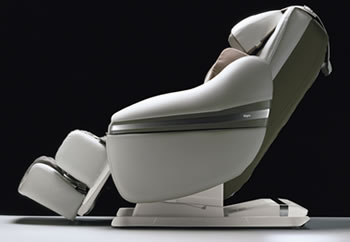
マッサージチェア

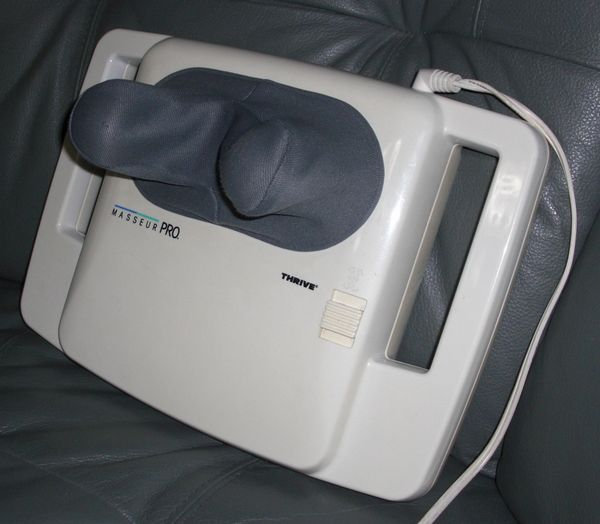
小型電気マッサージ器

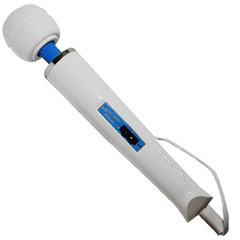
ハンディータイプ（コード付）

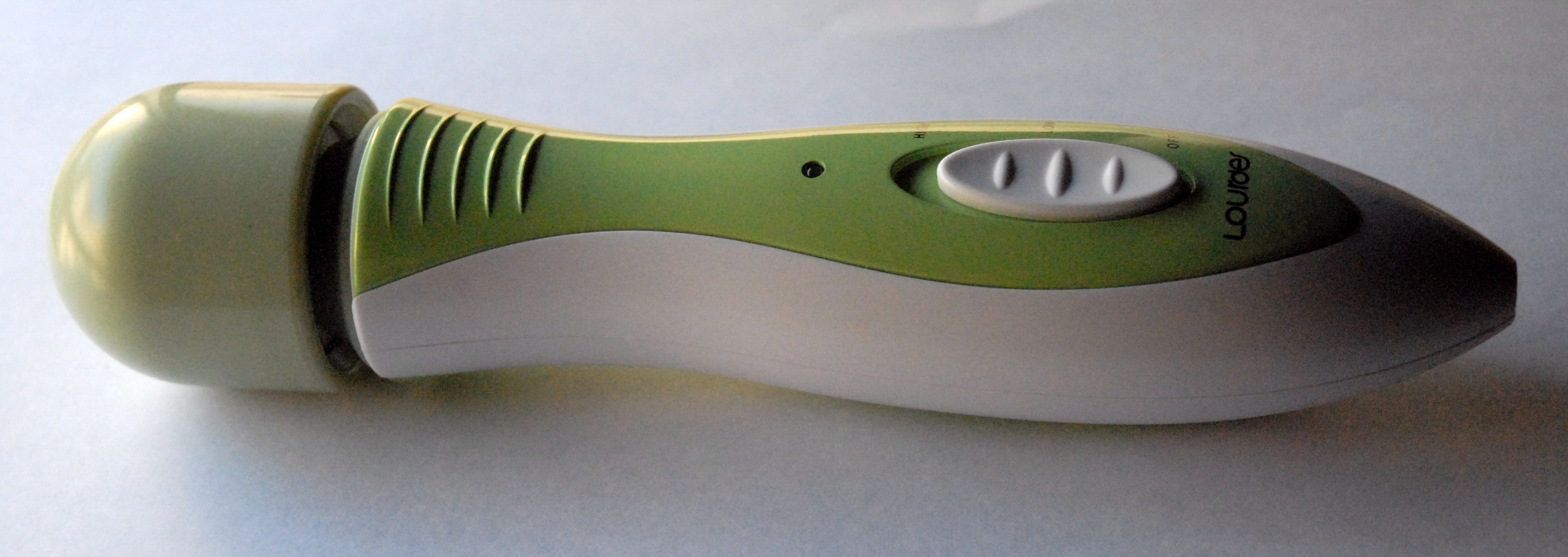
ハンディータイプ

電気マッサージ器（でんきマッサージき）とは、電動であんま・マッサージの代用をする一群の医療機器を指す。形式・作用によりいくつかの分類が存在し、かつ家庭用と治療用が存在する。「マッサージャー」「按摩機」と呼ばれる機械の総称である。なお、マッサージ器には電気を使用しない器具も存在し、法律上も動力の限定をせず定義されている分類も存在する。家庭用の略称は「電マ（でんま）」

## 日本国内の法律上の定義・分類
家庭用、治療用ともに医薬品、医療機器等の品質、有効性及び安全性の確保等に関する法律において示されている医療機器にあたり、製造・販売（中古品も含む）には許可（一部は届出）が必要となり、また製品ごとに製造承認を必要とする。また、厳格な法的定義があるため、未承認の製品についてはあんま・マッサージ効果をうたうことは禁止されている。

### 家庭用
家庭用電気マッサージ器類は以下の4分類が該当する。いずれも医療機器のクラスはクラスII（管理医療機器）、GHTFルールでの分類は9。販売に関しては販売管理者を必要としない特例が適用されている。使用目的、効能又は効果は「あんま、マッサージの代用。一般家庭で使用すること。」である。
医療機器の一般名称とコード、およびその定義は以下の通りである。
- 家庭用電気マッサージ器（コード：34662000）

家庭用にのみ専用設計された電動の器具をいう。例えば、ヘッド部又は他の形状部分が振動し、それを手に持ち治療目的の身体部位全体をなぞることができる。振動ヘッド部は大きさや形の異なるものに交換可能である。空気圧による圧迫機能又はもみ機能を持つものもある。身体の筋肉組織を刺激・マッサージするためにも用いられる。
- 家庭用エアマッサージ器（コード：34663000）

家庭用にのみ専用設計された空気圧だけで動く器具をいう。
- 家庭用吸引マッサージ器（コード：34664000）

家庭用に専用設計された吸引生成器具をいう。ユーザーが利用することができ、治療処置をもたらす身体の筋肉組織を刺激・マッサージするために用いられる。吸引カップ又は異なる構成部品から成る。病院及び施設での使用には適していない。
- 針付バイブレータ（コード：70979000）

使用時に、筒先端面と針先が肌面に面一状態に接触して振動する機器をいう。保護筒内に複数本の針を備える。
この他に他の医療機器（温熱、磁気、電位治療器など）の機能を組み合わせた複合医療器として承認されているものもある。

### 治療用
治療用マッサージ器類は用途・用法別に細かく分類されている。また、実質電動もしくは電気による制御によって動く機器が大半だが、動力は電気と限定されていない。いずれも医療機器のクラスはクラスII（管理医療機器）、GHTFルールでの分類は9。販売に関しては高度等管理医療機器の販売管理者資格を必要とし、また取引に際しては個体別管理を求められる。
前記の通り、効用は各分類別に分かれているため、一般名称とコード、分類上の定義のみ下に示す。
- ベッド型マッサージ器（コード：34488000）

ベッド又は椅子に設置して用いるよう特別に設計された電動式装置をいう。他の機能を備える適切なベッド又は椅子に内蔵するものもある。ベッド又は椅子を使用する人にマッサージ治療効果を与える。身体の疼痛を緩和する等に有用である。施設で用いることが多く、通常、在宅用として作製されていない。電動式の他に水圧式もある。
- 間欠型空気圧式マッサージ器（コード：10969000）

静脈疾患の非侵襲的治療に用いる用品をいう。静脈の血行を促し、筋肉活動を模倣する。患者の腕又は脚に逆圧を加えるのに用いる。通常、脚の浮腫の治療に用いる。本品はシングルチャンバの空気圧ストッキングである。チャンバ全体が膨張・収縮し、周期的に肢の加圧と減圧を行う。
- 逐次型空気圧式マッサージ器（コード：16837000）

静脈疾患の非侵襲的治療に用いる用品をいう。静脈の血行を促し、筋肉活動を模倣する。患者の腕又は脚に逆圧を加えるのに用いる。本品は複数のチャンバがある空気圧ストッキングであり、足又は足首から始まって、ふくらはぎ・太もものチャンバにかけて各チャンバが逐次的に膨張・収縮する。異なる時点で各チャンバに同じ圧力が加わるものや、足先のチャンバほど大きな圧力が加わり、足の上部になるにつれて圧力が小さくなるものもある。
- 加圧型空気圧式マッサージ器（コード：30877000）

静脈疾患の非侵襲的治療に用いる用品をいう。専用の圧迫ユニットとともに用いる。患者の腕又は脚に逆圧を加えて静脈の血行を促し、筋肉活動を模倣する。肢を圧迫し、貯留した水分を循環系に戻す特別な膨張式ストッキング又は服である。各種のデザインがある。
- 振動ヘッド付空気圧式マッサージ器（コード：34489000）

振動ヘッド機構を備え、手に持って治療する身体部分を移動させる空気圧式装置をいう。振動ヘッド（又はパッド）は、様々なサイズ及び形状のものと交換可能である。身体の筋肉構造を刺激・マッサージするためにも用いる。呼吸療法及び物理療法に用いるものもある。通常、病院又は施設で用いるものであるが、医師の指導の下で在宅でも用いる。
- 物理療法用マッサージ器（コード：35538000）

広範囲においてマッサージ治療効果を得ることを目的とした動力を備えた電動装置（通常、電動式）をいう。振動ベルト又は身体と接触する他の機構を利用する。身体の筋肉構造を刺激・マッサージしたり、物理療法効果を得るために用いる。病院又は施設で用いるもので、在宅用には適していない。
- 振動ヘッド付電動式マッサージ器（コード：36560000）

振動ヘッド（又はパッド）を備え、手に持って治療する身体部分を移動させる電動式装置をいう。振動ヘッド（又はパッド）は、様々なサイズ及び形状のものと交換可能である。身体の筋肉構造を刺激・マッサージするためにも用いる。呼吸療法及び物理療法に用いるものもある。通常、病院又は施設で用いるものであるが、医師の指導の下で在宅でも用いる。

## 製品形態および機構による分類
一般に電気マッサージ器は振動による刺激を用いた機器のイメージが強いが、このタイプは一部に分類され現在流通している全種類の中ではごく一部となっている。
製品形態での分類
- マッサージチェア
- 据え置き型（フットマッサージャ、クッション型、シートマッサージャーなど）
- 装着型（エアマッサージャーに多い）
- 手持ち型（バイブレータータイプなど）

機構的な特徴による分類
- もみ玉
- ローラー
- アームによる圧迫
- エアによる圧迫
- 振動
- 打撃
- その他および複合型

## 国民生活センターの注意喚起について
2016年1月21日、独立行政法人国民生活センターは記者会見を開き、「家庭用電気マッサージ器による危害－体調を改善するつもりが悪化することも！特に高齢者は注意が必要」という発表を行った。これは、近年5年程度の消費者からの相談事例の集計から、近年電気マッサージ器の事故に関する相談が253件あり、うち19件に関しては頭痛、腫れ、骨折といった重篤な症状を伴ったという内容であった。
代表的な事例の内訳は下の通りである。（個別商品名に関しては発表されていない）
- マッサージチェア - 4件
- フットマッサージャー - 2件
- ベッド式マッサージャー - 1件
- 首および肩掛け式マッサージ器 - 1件
- エアマッサージ器 - 1件

なお、今回の代表事例には手持ち式と振動タイプは今回含まれていない。
一部事例に関しては、原因を特定できる詳しい状況が記載されているが主には二つの傾向に分類される。
- 強い圧迫・負荷が適応部にかかった状態で運動を加えたため、骨・神経が摩耗・損傷・もしくは骨折をした。
- 強い圧迫の状態を長時間続けたためうっ血や筋破壊を起こした。

ほとんどの事例は使用者の使用方法の無理解により起こっているが、数件に関しては販売会場や指導員のいる場所で起こっており、それを受けて販売業者への実態調査を行った上での発表となった。
- 今回の発表の報告書本文

今回の発表は従来より業界団体が事故を受け啓発活動を行っていたマッサージ器の適正使用に関して数字として裏付ける結果となった。